# الاغ طلایی
الاغ طلایی یا کرّه الاغ طلایی(به انگلیسی: The Golden Ass)، که بدان یازده کتاب تناسخ یا تناسخ‌های آپولیوس نیز گفته می‌شود، مجموعه‌ای از یازده روایت پیوسته به یکدیگر، مربوط به روم باستان است که به زبان لاتین نوشته شده و به صورت کامل و دست‌نخورده باقی‌مانده‌است.
نویسندهٔ این کتاب رمان گونه، که در سدهٔ دوم میلادی نوشته شده و به لحاظ قدمت و محتوای خود حائز اهمیت است، لوکیوس آپولیوس، نویسندهٔ اهل رم باستان است که ساکن آفریقا بود.

## معرفی کتاب
تناسخ‌ها یا متامورفوس‌های آپولیوس (Apuleius)، که سنت آگوستین بدان با عنوان الاغ طلایی The Golden Ass یا Asinus aureus اشاره می‌کند، یک رمان به زبان لاتین است که تمامی آن باقی‌مانده‌است.
احتمال دارد که شخصیت اصلی رمان، در واقع خود نویسندهٔ آن باشد. چراکه اسم کوچک این شخصیت، «لوکیوس (لوکیوس) پاتراسی» و همنام با نویسندهٔ کتاب (لوکیوس آپولیوس) است؛ به‌علاوه در پایان رمان، نشان داده می‌شود که قهرمان داستان اهل ماداورا یا ماداوروس Madaurus است، که اینجا زادگاه خود آپولیوس نیز می‌باشد. این نکات باعث شده‌است که برخی از محققان، راوی و قهرمان داستان [=لوکیوس پاتراسی] را با نویسنده آن [= لوکیوس آپولیوس] یکی بشناسند و او را همان کسی بدانند که داستان، حول کنجکاوی‌های شخصیت او، و میل سیری ناپذیرش برای دیدن عمل جادو شکل می‌گیرد.
این شخصیت، در حالی که برای انجام یک طلسم که او را به پرنده تبدیل می‌سازد، تلاش می‌کند، ناگهان و به‌طور تصادفی به یک الاغ تبدیل می‌شود!، این واقعه به یک سفر طولانی، در مجموعه‌ای مملو از داستانهای ادبی و استعاری، منجر می‌گردد. وی سرانجام از طریق مداخلهٔ ایزدبانویی به نام ایسیس، از این وضعیت (خر بودن!) نجات پیدا می‌کند و در نهایت به فرقه او می‌پیوندد.

## خلاصه‌ای از محتوای کتاب
الاغ طلایی داستان جوانی به نام لوکیوس را نقل می‌کند که در جامعهٔ رم وارد اجتماع می‌شود و می‌خواهد که حرکت خویش در این جامعه را از جایی آغاز سازد، امّا به بیراهه‌ای عجیب می‌رود.
در این زمان، جامعهٔ رم، خود به جامعهٔ فاسدی تبدیل شده‌است و در حال پوسیدن از درون می‌باشد، به گونه‌ای که همهٔ فکر و ذکر مردمان رم، متوجه مادیّات و ظواهر زندگی شده و مظاهر مادّی زندگی، همچون زن، زمین، ثروت، و…، نزد این مردم، همه چیز محسوب می‌شود و علاوه بر این مظاهر مادّی، مادینگی و نرینگی و غرایز حیوانی نیز، برای آن‌ها حائز اهمیت بسیار شده‌است.
لوکیوس جوان، که خود روایتگر داستان است و از یک به یک مشاهدات خود می‌گوید، به اقتدای مادّه گرایی اجتماع رم، به سمت مادّه گرایی می‌رود و با دل سپردن به لذات جسمانی و غرایز حیوانی، جز ماده و مادینگی هیچ چیز دیگری را نمی‌بیند.
در ادامه لوکیوس شرح می‌دهد که در این مسیر، تا به آنجا پیش روی می‌کند که ناگهان به سودای انجام یک طلسم مادی، کالبد انسانی خویش را از دست می‌دهد و به یک الاغ یا کرّه الاغ تبدیل می‌شود!!
تبدیل لوکیوس به الاغ در حالی است که شعور و قوّهٔ ادراک انسانی اش، همچنان محفوظ و دست نخورده باقی‌مانده‌است و وی به روشنی و وضوح متوجه هر آنچه در اطرافش می‌گذرد، هست.
نهایتاً لوکیوس در طی روند این مسخ، و تبدیل و تغییر کالبد انسانی اش، به اوج درماندگی و فلاکت می‌رسد و عمق و ژرفای تباهی و فساد خویش و همین‌طور جامعهٔ روم را به نظاره می‌نشیند و پوچی و انحطاط اشرافیت پوشالی آن را با تمامی ذرات وجود می‌بیند و حس می‌کند. آن گاه، یعنی در زمانی که لوکیوس به منتها درجهٔ فساد و تباهی خویش رسیده‌است، وی ناگهان به خود می‌آید و از وجود پلید خویشتن در قالب الاغی خود دلزده می‌شود. پس با تمامی وجود خویش می‌خواهد که از آن پس کالبدی انسانی و رفتاری بشری، به معنای واقعی کلمه داشته باشد.
دیری نمی‌پاید که آرزوی لوکیوس برآورده می‌شود و ایزدبانوی فراوانی نعمت، یعنی ایسیس، به یاری او می‌شتابد و او را به کالبد انسانی خویش برمی‌گرداند.
لوکیوس از پس این زایش دوباره، از مادیت و غرایز حیوانی (مادینگی و نرینگی) و از لذات جسمانی می‌بُرد و در مقابل به سمت روحانیت و معنویت رو می‌آورد. بدین ترتیب درحقیقت، داستان الاغ طلایی، داستان سیر و سلوک و فراز و نشیب یک سالک است که گرچه به حضیض می‌رسد، امّا از پس این حضیض دوباره برمی‌خیزد و بلند می‌شود و بالا و بالا و بالاتر می‌رود، تا به اوج خویش برسد.
برای اطلاع دقیق‌تر از محتوای کتاب، لطفاً به بخش معرفی ویل دورانت از محتوای کتاب در ذیل توجه فرمائید.

## دربارهٔ این کتاب
این کتاب یکی از دو کتاب خوب در مورد پدیده جادو در رم عصر باستان می‌باشد. علاوه بر این کتاب یعنی کتاب تناسخ Metamorphosis که بیشتر با نام کره الاغ طلایی Golden Ass شناخته می‌شود، کتاب دیگر Apologia de Res Magia می‌باشد که هر دوی این کتاب‌ها در مورد جادوهای آن عصر در رم باستان حاوی اطلاعات خوبی می‌باشند.
امّا الاغ طلایی، که اثر لوکیوس آپولیوس، نویسنده و فیلسوف رومی در سدهٔ دوم میلادی می‌باشد، تنها کتاب این نویسنده‌است که به‌طور کامل باقی‌مانده و باعث شهرت او و ماندنش در یادها شده‌است.
الاغ طلایی اثر آپولیوس، در کنار ساتیرکان(ساتوریکون) اثر پتریوس، دو کتاب باقی‌مانده از رم باستان هستند که علاقه رومیان به فن بیان و تأثیر آنان در تاریخ داستان و داستان کوتاه ثابت می‌کند. گواینکه هر دوی این کتاب‌ها جامع و بلند هستند.
همچنین این کتاب یکی از معدود کتاب‌های جهان در عصر باستان است، که اصول اولیّهٔ رمان‌های امروزی، به گونه‌ای ابتدایی در آن رعایت گردیده و یک خطّ داستانی مشخص در آن گنجانیده شده‌است.
ویل دورانت، الاغ طلایی تألیف آپولیوس را، به لحاظ محتوایی دنباله‌ای از کتاب معروف ساتوریکون اثر پترونیوس می‌داند که قدیمی‌ترین رمان مشهور جهان محسوب می‌شود.
وی در جای دیگر از همین کتاب کتاب شبهای آتیک اثر آولوس گلیوس را، بزرگ‌ترین مجموعه از مطالب بی‌ارزش در ادبیات باستان و نماینده‌ای از نهضت کهنه‌نویسی باستانی می‌خواند و مدعی می‌شود که آپولیوس در الاغ طلایی این شیوه [یعنی جمع‌آوری مطالب بی‌ارزش در عصر باستان] را، به اوج خود رسانیده‌است.
ویل دورانت علت این موضوع را در این نکته جستجو می‌کند که آپولیوس از آفریقا آمده بوده‌است و شوریدگی [و کهنه نویسی] در نوشته‌های او، ممکن است به علت این حقیقت باشد که لاتینی مکتوب در آفریقا، کمتر از لاتینی مکتوب در رم از زبان مردم و جمهوری انحراف حاصل کرده بود.

## معرفی ویل دورانت از محتوای کتاب

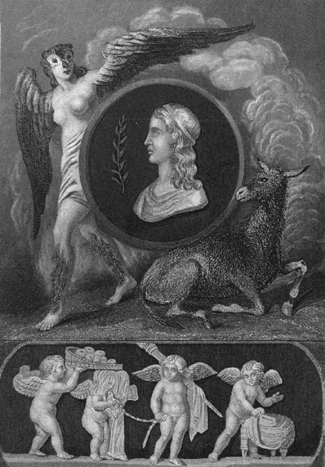
سردر کتابخانه بوهن از یکی از آثار آپولیوس: پرتره‌ای اثر پامفیل که لوکیوس پاتراسی را در حال تبدیل به جغد و الاغ طلایی نشان می‌دهد

این کتاب شبیه ساتوریکون، نوشتهٔ پترونیوس، و حتی از آن هم عجیب تر است. عنوان اصلی این کتاب، یازده کتاب تناسخ است و به شرح و بسط داستانی می‌پردازد که لوکیوس پاتراسی دربارهٔ مردی که به خر تبدیل می‌شود، حکایت کرده بود.
الاغ طلایی، یک سلسلهٔ پراکنده از ماجراها و وقایع فردی گوناگون را، که جادوگری، وحشت، عبارات منافی اخلاق و یک زهد عامه پسند چاشنی آن شده‌است، در بر می‌گیرد.
لوکیوس، قهرمان داستان، از پرسه زدنهایش در شهر تسالی، خوش گذرانی‌هایش با زنان گوناگون، و سحر و جادویی که همه جا در پیرامون خود احساس کرده‌است، سخن می‌گوید.
هنگامی‌که لوکیوس آمادهٔ هرگونه ماجرایی می‌شود، روغنی جادویی بر خود می‌مالد و با تمام وجود آرزو می‌کند که به صورت مرغی درآید؛ ولی روغن را که بر خود می‌مالد، به شکل خری کامل در می‌آید!
از این به بعد، داستان به توصیف رنج‌ها و محنت‌های خری می‌پردازد که «دارای حسّ و شعور آدمی» است. تنها مایهٔ تسلّی او: «گوش‌های درازی است که با آن‌ها می‌تواند هر چیزی را بشنود، حتّی اگر از راه خیلی دور باشد!»
به او می‌گویند که اگر گل سرخی بیابد و آن را بخورد، بار دیگر به شکل انسان در خواهد آمد. وی برای رسیدن به گل سرخ تلاش می‌کند و در همان حین، تغییر و تبدیل‌های زیادی را در عالم خریّت از سر می‌گذراند تا اینکه سرانجام موفق می‌شود.
پس از این قضایا، وی که از زندگی سر خورده‌است، نخست به فلسفه و سپس به مذهب روی می‌آورد، یک آئین سپاسگزاری برای ایسیس (الههٔ وفور نعمت در مصر باستان، خواهر و همسر اوزیریس، خدای مصر باستان) به جای می‌آورد که این آئین، شباهت بسیاری به نیایش یک نفر مسیحی برای حضرت مریم دارد.
لوکیوس، سپس سرش را می‌تراشد و در عداد محارم مقام سوم ایسیس پذیرفته می‌شود و راه بازگشت به زمین را با آشکار ساختن رؤیایی که در آن اوزیریس، یعنی: «بزرگ‌ترین خدایان» به او فرمان می‌دهد که به جایگاه خود بازگردد و به وکالت دعاوی بپردازد، هموار می‌کند.
کمتر کتابی این همه مطالب بی‌معنی دارد، ولی در عین حال کمتر کتابی نیز آن‌ها را تا این اندازه خوشایند افاده می‌کند. آپولیوس همهٔ سبکها را می‌آزماید و در تک‌تک‌شان موفق است. او علاقهٔ وافر دارد که الفاظ را با جناس و سجع بیاراید و در نوشتن از عبارات زیبای عامیانه و زبان مهجور، تصغیرهای عاطفی، و نثر موزون و گهگاه شاعرانه استفاده کند.
در نوشته‌های او، حرارت رنگ آمیزی شرقی[کذا، صحیح: غربی]، با رازوری و لذت احساس شرقی، آمیخته‌است.
آپولیوس شاید در الاغ طلایی، بر پایهٔ تجربهٔ خویش می‌خواسته‌است بگوید که خود را به دست لذّت جسمانی سپردن، مایه‌ای سُکرآور است که آدمی را بدل به جانور می‌کند، و تنها به یاری گل خرد و پرهیزگاری است که می‌توان ماهیت انسانی را، بازیافت.
استادی آپولیوس، در توصیف داستان‌های اتفاقی است که به گوش‌های تیز و جستجوگر و یابندهٔ قهرمان حکایتش [یعنی لوکیوس پاتراسی که می‌تواند خود لوکیوس آپولیوس باشد]، رسیده‌است.
به‌عنوان مثال، پیرزنی، دخترک ربوده شده‌ای را، با نقل داستان پسوخه و کوپیدو [عاشقان معروف در اساطیر روم، مثل: لیلی و مجنون ایرانی]، دلداری می‌دهد و برای دخترک تعریف می‌کند که چگونه کوپیدو که پسر ونوس بود، شیفتهٔ دختر زیبایی به نام پسوخه گردید و تمام شادی‌ها به جز لذت دیدار خویش را، به وی داد، حسادت بی رحمانهٔ مادرش را برانگیخت، و سرانجام همه چیز در آسمانها، پایانی خوش یافت.
با وجود نوشته‌ها و ذوق آزمایی‌های فراوان در اطراف عشق پسوخه و کوپیدو، قلم هیچ هنرمندی داستان این عشق اساطیری را، بهتر از این عجوزهٔ سپیدموی [که آپولیوس او را در الاغ طلایی به سخن گفتن واداشته‌است]، بازنگفته‌است.

## بریده‌ای از کتاب
همین که شب گذشت و روزی دگر سر زد، بیدار شدم و از بستر بیرون جستم، نیمه مبهوت و در واقع مشتاق این بودم که با چیزهای شگفت‌انگیز، روبه رو و آشنا شوم…
چیزی نبود که ببینم و باورم شود که آن چیز، واقعاً همان است که هست!، بلکه به نظرم می‌آمد که هر چیز به نیروی سحر و افسون، شکلی دیگر یافته‌است. تا آنجا که سنگ‌های پیش پایم را، آدمیانی می‌پنداشتم که به آن شکل درآمده‌اند، و مرغانی که آوای چهچهه‌شان را می‌شنیدم، و نیز درخت‌ها و آب‌های روان، بر من چنان می‌نمودند که واقعی نیستند و خود را بدین پر و بال، و برگ و بار، و چشمه سار درآورده اند!...
علاوه بر این، من می‌پنداشتم که مجسمه‌ها و تصاویر، ممکن است چند لحظهٔ دیگر به حرکت درآیند و دیوارها نیز، سخن گفتن آغاز کنند. یا گاوها و جانوران دیگر زبان باز کنند و اخبار شگفت‌آوری بدهند، و در حال، از آسمان و از پرتو آفتاب، وحی بر من نازل شود!....